# Сотоґахама

41°2′36″ пн. ш. 140°37′57″ сх. д. / 41.04333° пн. ш. 140.63250° сх. д.
Сотоґаха́ма (яп. 外ヶ浜町, そとがはままち, МФА: [sotogahama mat͡ɕi̥]) — містечко в Японії, в повіті Хіґасі-Цуґару префектури Аоморі. Станом на 1 жовтня 2007 площа містечка становила 229,92 км². Станом на 1 липня 2008 населення містечка становило 7708 осіб.